# Grimpar de Pucheran
Drymotoxeres pucheranii
Genre
Espèce
Synonymes
- Xiphorhynchus pucherani Lafresnaye, 1849 (protonyme)
- Campylorhamphus pucherani (Lafresnaye, 1849)

Statut de conservation UICN

 LC  : Préoccupation mineure
Le Grimpar de Pucheran (Drymotoxeres pucheranii) est une espèce d'oiseaux de la famille des Furnariidae.

## Répartition
Cette espèce vit depuis le centre de la Colombie jusqu'au Sud-Est du Pérou.

## Taxinomie
La dénomination spécifique commémore l'ornithologue français Jacques Pucheran. L'espèce était autrefois placée dans le genre Campylorhamphus, mais ce grimpar est plus proche du Grimpar porte-sabre (Drymornis bridgesii) et le genre Drymotoxeres est créé pour le premier en 2010. Selon le Congrès ornithologique international et Alan P. Peterson, aucune sous-espèce n'est distinguée,.